# Kódži Tanaka
Kódži Tanaka (* 2. listopad 1955) je bývalý japonský fotbalista.

## Klubová kariéra
Hrával za NKK.

## Reprezentační kariéra
Kódži Tanaka odehrál za japonský národní tým v letech 1982–1984 celkem 20 reprezentačních utkání.

## Statistiky
| Japonsko | Japonsko | Japonsko |
| Roky     | Záp.     | Góly     |
| -------- | -------- | -------- |
| 1982     | 6        | 0        |
| 1983     | 8        | 3        |
| 1984     | 6        | 0        |
| Celkem   | 20       | 3        |